# Sonic the Hedgehog's Gameworld
Sonic the Hedgehog's Gameworld (ソニック・ザ・ヘッジホッグ ゲームワールド?) es un videojuego educativo desarrollado por Aspect Co. Ltd y publicado por Sega para la consola Sega Pico que fue lanzado en Japón durante el mes de agosto de 1994 mientras que en Estados Unidos no vio la luz si no hasta dos años después del lanzamiento inicial.
Es un recopilatorio de minijuegos (Party Game) protagonizado por Sonic the Hedgehog, Tails, Amy y el Doctor Eggman, la versión japonesa de este título incluía juegos no eduactivos como Apuestas, violencia fantasiosa, piedra-papel-tijera entre otros mientras que en la versión americana todos estos juegos fueron eliminados y reemplazados con un hoja de dibujo donde los más jóvenes podían hacer sus propios diseños, en este juego Knuckles the Echidna no hace aparición por razones desconocidas.
- Datos: Q2302675